# Тереза Ракен (фильм, 2013)
Тереза Ракен (англ. In Secret) — американский эротический триллер 2013 года режиссёра и сценариста Чарли Стрэттона, основанный на одноимённом романе Эмиля Золя 1867 года, а также спектакле Нила Белла 2009 года. В фильме снимались Элизабет Олсен, Том Фелтон, Оскар Айзек и Джессика Лэнг. Премьера состоялась на Международном кинофестивале в Торонто 2013 года. В широкий прокат картина вышла 21 февраля 2014 года.

## Сюжет
Молодая женщина Тереза, которая, рано оставшись без родителей, выросла под бдительным оком властной тетки, вышла замуж за двоюродного брата Камила. Болезненный и эгоистичный Камил никогда особенно не привлекал Терезу, и при первой же возможности она заводит бурный роман с одним из его друзей, Лораном.

## В ролях
| Актёр            | Роль           |
| ---------------- | -------------- |
| Элизабет Олсен   | Тереза Ракен   |
| Лили Лайт        | молодая Тереза |
| Том Фелтон       | Камилл Ракен   |
| Дмитрий Богданов | молодой Камилл |
| Оскар Айзек      | Лоран Леклер   |
| Джессика Лэнг    | мадам Ракен    |
| Мэтт Лукас       | Оливье         |
| Ширли Хендерсон  | Сюзанна        |
| Маккензи Крук    | Гривет         |
| Джон Кавана      | инспектор Мишо |

## Производство
Первоначально роль Терезы Ракен должна была исполнить Кейт Уинслет. Затем её заменила Джессика Бил, тогда как роль Лорана закрепилась за Джерардом Батлером. Осенью 2011 года было объявлено, что главную роль исполнит Элизабет Олсен. Изначально Гленн Клоуз должна была принять участие в проекте в качестве мадам Ракен, но впоследствии её заменила Джессика Лэнг.
Основные съёмки начались 9 мая 2012 года в Белграде, а затем проходили в Сербии, Будапеште и Венгрии.

## Приём
При бюджете в $2 млн фильм заработал по всему миру $652,228.
Фильм получил смешанные отзывы кинокритиков. На сайте Rotten Tomatoes его рейтинг «свежести» составляет 41% со средним баллом 5,34 из 10 на основе 88 рецензий. Metacritic, который выставляет оценки на основе среднего арифметического взвешенного, дал картине 47 баллов из 100 на основе 32 рецензий. На сайте IMDb картина получила оценку 6,1 из 10. Кинокритик Роджер Эберт из Chicago Sun-Times поставил фильму 3 звезды из 4.